# Sorapong Chatree
Sorapong Chatree, en tailandés(สร พง ษ์ ชาตรี) (Ayutthaya, 8 de diciembre de 1950-Bangkok, 10 de marzo de 2022) fue un actor tailandés.

## Carrera artística
Sorapong se convirtió en una de las principales estrellas masculinas de mediados de 1970, manteniendo roles protagónicos y de galán en varias películas de los años 1970 y 1980. Ha logrado mantener su popularidad desde entonces. Actualmente  es bien conocido como actor de reparto.
Fue nombrado Artista Nacional de Tailandia en 2009.

## Filmografía
- Ninja Destroyer (1970)
- Fuera de la oscuridad (1971)
- El  Hotel Angel(1974)
- Fundamentada en Dios (1975)
- Diamante (1976)
- 1 2 3 Mahaphai Duan (1 2 3 Monstruo Express) (1977)
- Derrota a la mafia (1977)
- PLAE Kao (La cicatriz) (1979)
- Desde Bangkok con amor (1982
- Pistolero Mue puen (1983)
- El refugiado (1983)
- One Man Show (1984)
- Rayo Cobra(1984)
- conductor de Taxi libre (Citizen II) (1984)
- Top Secret (1985)
- Krai Thong (1985)
- En busca del reino perdido (Después de la caída de Saigón)
- El Ultimate Ninja (1986)
- Operación de Vietnam (1987)
- Khon Liang Chang (El cuidador del elefante) (1987)
- Guerrero Negro (1988)
- El Ídolo Perdido (1990)
- Salween (Pistolero 2) (1993)
- Sia Dai  (1996)
- junio largo (1996)
- Sia Dai 2  (1997)
- La leyenda de Suriyothai (2001)
- Saving Private Tootsie (Prom Chompoo) (2002)
- Ta- Kian (2003)
- Beautiful Boxer (2003)
- El Pecado (2004)
- Khao Chon Kai
- Rey Naresuan (2007)
- Reinas de Langkasuka (2008)
- Ong Bak 2 (2008)

## Drama
- Phariya (2020)